# Michael Czerny
Michael Czerny S.J. (Brno, 18 juli 1946) is een Canadees geestelijke en een kardinaal van de Rooms-Katholieke Kerk, werkzaam voor de Romeinse Curie.
Czerny werd geboren in Brno (destijds in Tsjecho-Slowakije). Op tweejarige leeftijd emigreerde hij met zijn ouders naar Canada. Hij volgde les aan de Loyola High School in Montreal. In 1963 trad hij in bij de orde der Jezuïeten, waar hij op 9 juni 1973 priester werd gewijd. Hij studeerde aan de universiteit van Chicago, waar hij in 1978 promoveerde in Interdisciplinaire Studies.
In 1979 richtte Czerny in Toronto het jezuïtische Centrum voor Geloof en Sociale Rechtvaardigheid op, waarvan hij tien jaar directeur was. Van 1989 tot 1992 doceerde hij aan de universiteit van San Salvador. Van 1992 tot 2010 was hij werkzaam aan de universiteit van Nairobi.
In 2010 trad Czerny in dienst van de Romeinse Curie als adviseur van de Pauselijke Raad voor Gerechtigheid en Vrede. In 2016 werd hij benoemd als ondersecretaris van de Dicasterie voor de Bevordering van de Gehele Menselijke Ontwikkeling en werd zo verantwoordelijk in het Vaticaan voor de asiel- en migratiepolitiek.
Czerny werd op 26 september 2019 benoemd tot titulair aartsbisschop van Beneventum; zijn bisschopswijding vond plaats op 4 oktober 2019.
Czerny werd tijdens het consistorie van 5 oktober 2019 kardinaal gecreëerd. Hij kreeg de rang van kardinaal-diaken. Zijn titeldiakonie werd de San Michele Arcangelo.
Czerny werd op 1 januari 2022 benoemd tot prefect ad interim van de dicasterie voor de Bevordering van de Gehele Menselijke Ontwikkeling. Op 23 april 2022 werd zijn benoeming permanent gemaakt.
- Bibliothèque nationale de France: cb16135676w (data)
- Gemeinsame Normdatei: 140716602
- International Standard Name Identifier: 0000 0000 7893 0698
- Library of Congress Control Number: n85065167
- Nederlandse Thesaurus van Auteursnamen: 325617414
- Système universitaire de documentation: 181977834
- Virtual International Authority File: 107713590
- WorldCat: E39PBJhmQjrK8KkXqGtyQtfjG3